# Worshipful Company of Mercers

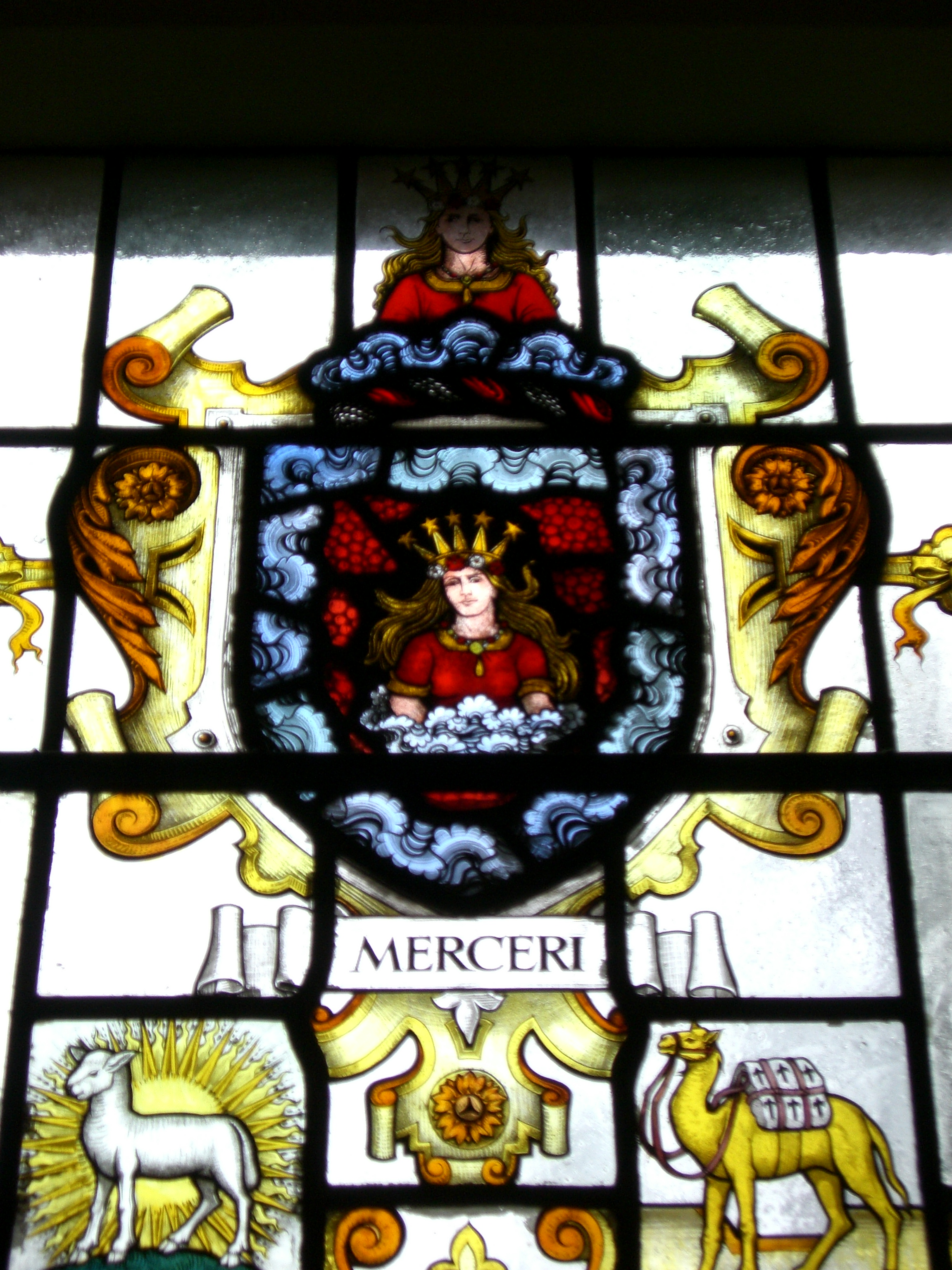
Armoiries des Merciers de Londres

La Worshipful Company of Mercers (en français : « Vénérable compagnie des Merciers ») est une des vénérables compagnies de la cité de Londres. 
Il s'agit de la première des douze compagnies, et la seule à posséder sa chapelle. Son patrimoine immobilier est estimé à £500 millions, la compagnie étant propriétaire entre autres du Covent Garden. 

## Histoire
Au Moyen Âge, les différents commerçants et marchands de textiles (et principalement les importateurs et exportateurs) se regroupèrent en association commerciale afin de protéger au mieux leurs intérêts. En 1394, ils reçurent leur première charte royale d'incorporation.
Ses premières réunions se font dans l'hôpital augustin de Saint Thomas d'Acon. Entre 1517 et 1524, la compagnie construit une chapelle et un Hall sur le terrain. Le Hall est détruit lors du grand incendie de Londres de 1666. Un  nouveau Hall est inauguré dix ans plus tard. Celui-ci est détruit en 1941 par les bombardements allemands. Le troisième et nouveau Hall est inauguré  en mai 1958 au 6 Frederick's Place. La compagnie des Merciers est aussi à l'origine de la création de la St Paul's School de Londres.
De nos jours, cette compagnie n'agit plus que comme institution caritative. Les merciers se classent premiers dans l'ordre de préséance des vénérables compagnies de Londres.